# Casa Verde (distrito de São Paulo)
Casa Verde é um distrito localizado na Zona Norte do município de São Paulo, preponderantemente de classe média. Ponto de transição entre a região de Santana e da Freguesia do Ó, abriga em seus limites o Jardim São Bento, um dos bairros mais nobres da zona norte.
Apesar de não possuir nenhuma estação de Metrô, o distrito conta com fácil acesso à Estação Palmeiras-Barra Funda da Linha 3-Vermelha e à Estação Santana da Linha 1-Azul, além de contar com um terminal de ônibus, o Terminal Casa Verde, localizado na Avenida Engenheiro Caetano Álvares.
Os bairros da Casa Verde são os seguintes: Casa Verde; Casa Verde Baixa; Casa Verde Média; Casa Verde Alta; Vila Baruel; Parque Souza Aranha; Jardim das Laranjeiras; Vila Célia; Vila Bandeirantes; Parque Peruche; Vila Vanda: Jardim São Bento; Jardim Ibéria; Jardim São Domingos; Jardim São Miguel; Vila Minozi; Imirim; Parque Léo; Vila Gouveia; Vila Rosin; Sítio do Mandaqui.

## História
Conhecido anteriormente sob o nome de Vila Tietê, tornou-se distrito, separado de Santana, em 1928. Perdeu parte de seu território em 1964, para a constituição dos distritos de Vila Nova Cachoeirinha e Limão. Em 1986, toda a configuração de distritos e subdistritos do município de São Paulo foi alterada por lei municipal.

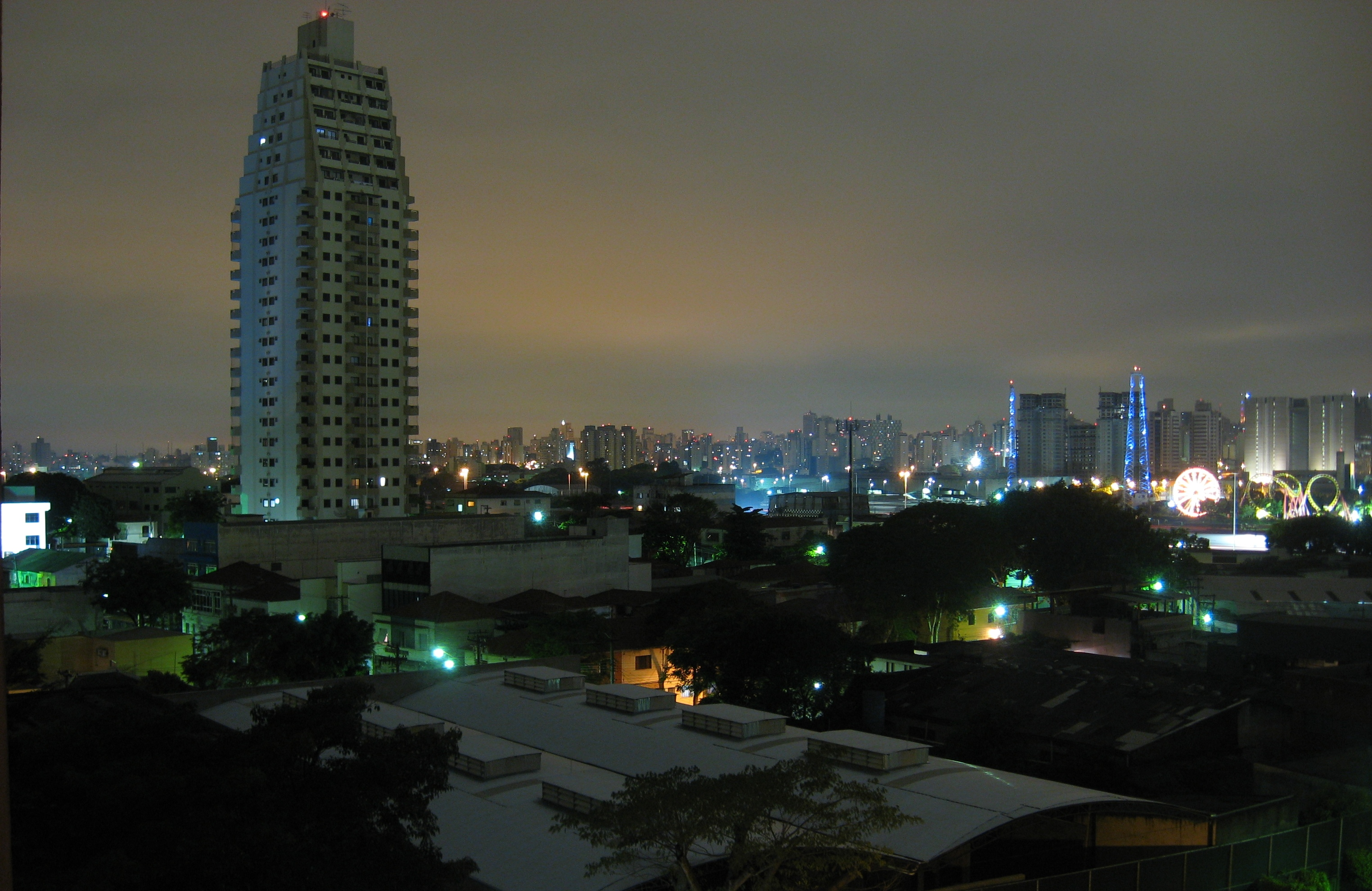
A Casa Verde e no horizonte, a Marginal Tietê e a Barra Funda

O velho sítio da Casa Verde, que já fora propriedade do aclamado "rei" Amador Bueno (em 1641 pelos espanhóis residentes em São Paulo) e que posteriormente passa ser propriedade do militar José Arouche de Toledo Rendon, descendente de Amador Bueno. Foi nessa época pelo que consta em documentos do arquivo histórico do município que a região acaba por ser conhecida popularmente como "sítio das moças da casa verde" e sítio da casa verde. Em 1842 João Maxwell Rudge torna-se proprietário da área da margem direita do Tietê; seus herdeiros em 1913 lotearam a área onde pretendiam criar o bairro como "Vila Tietê".
O empreendimento é bem-sucedido. O nome, no entanto, não resiste a força popular das histórias do sítio das moças da Casa Verde. O desenvolvimento é lento só acelerado no ritmo que os benefícios chegam no bairro (a construção da ponte de madeira, chegada do bonde, a luz elétrica, a construção da igreja, o distrito de paz...).
Em 1857, Toledo Rendon vendeu suas terras para Francisco Antonio Baruel, pai de um farmacêutico muito conhecido na cidade, que depois repassou uma parte ao tenente-coronel Fidélis Nepomuceno Prates. Finalmente, em 1882, elas acabaram nas mãos de João Maxwell Rudge, filho do inglês John Rudge, cujos herdeiros as lotearam em 1897 para criar um bairro com o nome de Vila Tietê. No entanto, a lembrança das “meninas da Casa Verde” foi mais forte.

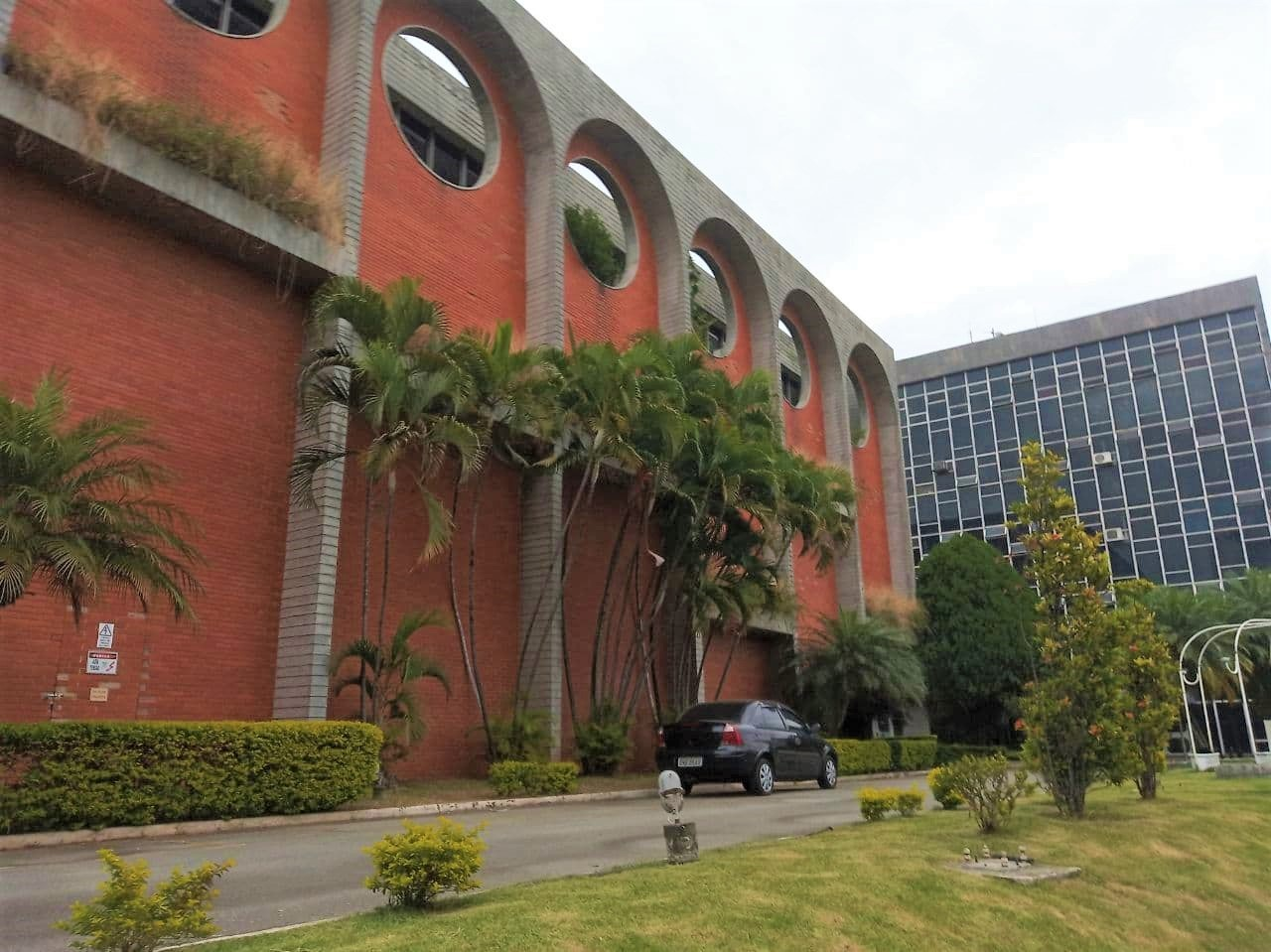
Antiga sede da Rede Manchete

Em 1915 foi inaugurada a Ponte da Casa Verde, com uma estrutura de madeira construída pelos irmãos Rudge, visando interligar as duas margens do rio Tietê. Em 1954, foi montada a atual estrutura de concreto.
Em 1922, veio outro marco na região com a chegada do bonde. Em 1937, veio a luz elétrica e muitos anos depois, em 1980, ocorreu a verticalização do distrito.
No distrito encontra-se parte da Avenida Engenheiro Caetano Álvares, que o corta em sua área Norte; nesta via situa-se o Fórum Regional de Santana. Também abrigou em seu território os antigos estúdios da extinta Rede Manchete, nos anos 1990. No distrito convivem três escolas de samba: Império de Casa Verde, Morro da Casa Verde e Unidos do Peruche. Desde 2023, abriga também uma unidade do SESC (Sesc Casa Verde), inaugurada onde, antes, ficava a sede administrativa da Riachuelo.
Tem como principais vias de acesso as avenidas Imirim, Ordem e Progresso, Brás Leme, Casa Verde, Engenheiro Caetano Álvares, Rua Zilda, Rua Leão XIII e Marginal Tietê.

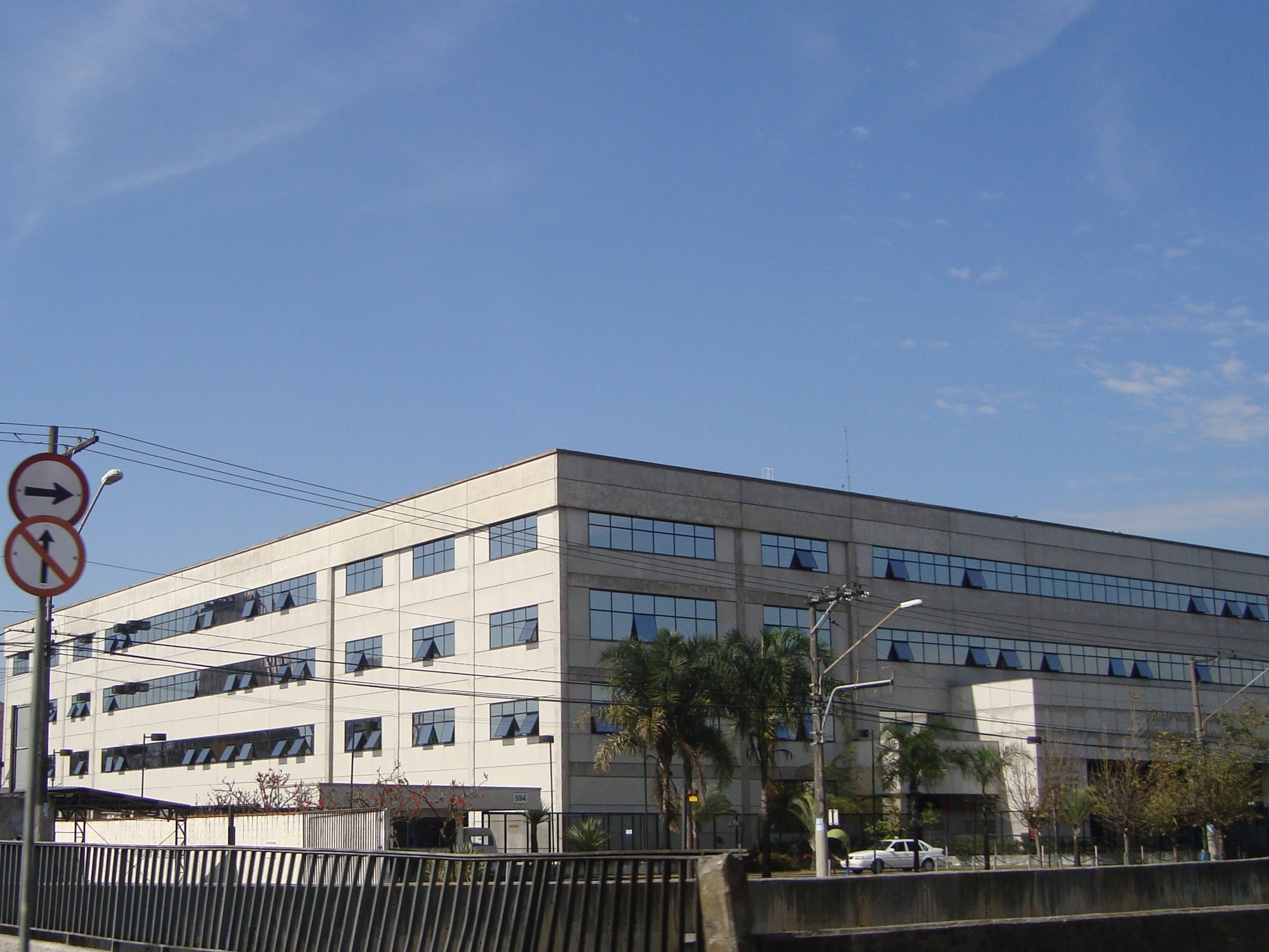
O Fórum Regional de Santana, na divisa entre a Casa Verde e o Limão

## Demografia
Evolução demográfica do distrito da Casa Verde

## Cronologia da Casa Verde
- 1638 - sítio com um total de 200 alqueires, propriedade do "todo poderoso" Amador Bueno da Ribeira (provedor da capitania, capitão mor, ouvidor, contador de fazenda real, juíz de orfãos) - e aclamado pelos espanhóis - aqui radicado em 1641 como "rei". Na época era cultivado na região trigo, cevado, vinha, produtos considerados tipicamente europeus.
- 1794 - O tenente coronel José Arouche de Toledo Rendon envia ao seu irmão em Lisboa uma caixa de café produzido no sítio.
- 1852 - O sítio passa para Francisco Antonio Baruel passando por diversos outros donos.
- 1882 - João Maxwell Rudge torna-se proprietário do sítio.
- 1913 - Os herdeiros de Maxwell Rudge decidem lotear o sítio. Em 21 de maio o 1º lote é vendido. Eles dão o nome de Vila Tietê que afinal não foi assimilado pela população continuando a ser conhecida como Casa Verde.
- 1915 - Os irmãos Rudge constroem a ponte de madeira sobre o Rio Tietê.
- 1922 - Chegada do bonde no bairro.
- 1925 - Lançada pedra fundamental da Igreja S. João Evangelista.
- 1927 - Lançada pedra fundamental da Paróquia N.S. das Dores.
- 1928 - Lei nº 2335 de 28 de dezembro cria o distrito de paz da Casa Verde.
- 1937 - Chegada da luz elétrica do bairro.
- 1954 - A ponte de madeira é substituída pela atual de concreto.

## Distritos limítrofes
- Cachoeirinha (Norte)
- Mandaqui (Nordeste)
- Santana (Leste)
- Bom Retiro (Sudeste)
- Barra Funda (Sul)
- Limão (Oeste)